# Guerra aèria
La guerra aèria és l'ús d'aeronaus militars i altres màquines voladores en la guerra, incloent-hi transports de càrrega per promoure els interessos nacionals. El poder aeri estratègic és el bombardeig de recursos enemics per bombarders; el poder aeri tàctic és la batalla per control de l'espai aeri per caces; el suport aeri proper és el suport directe a unitats de terra; el terme aviació naval refereix especialment a l'ús de portaavions.

## Guerra amb estels
La primera guerra aèria documentada va tenir lloc en el segle vi a la Xina, quan s'incitava un estel manejat per espiar per la intel·ligència militar i comunicació.

## Guerra amb globus aerostàtics

### Guerra amb globus en l'Antiga Xina
Al voltant del 200, a la Xina, Zhuge Liang va inventar el fanal de Kongming, un prototipus de globus d'aire calent com a eina de comunicació militar.

### Guerra amb globus a Europa
En els primers moments de l'aeronàutica es van fer servir globus per ús militar, sent el primer exemple el capità Coutelle de l'Exèrcit Republicà Francès, que ascendeix amarrat a terra en un globus d'hidrogen a Maubeuge, durant la batalla de Fleurus. El globus, anomenat Entreprenant, és el primer globus utilitzat per a la guerra.
Els globus tenien desavantatges. No podrien volar en mal temps, boira, o vents alts. Eren a la mercè dels vents i eren també objectius molt grans.

### Guerra Civil americana

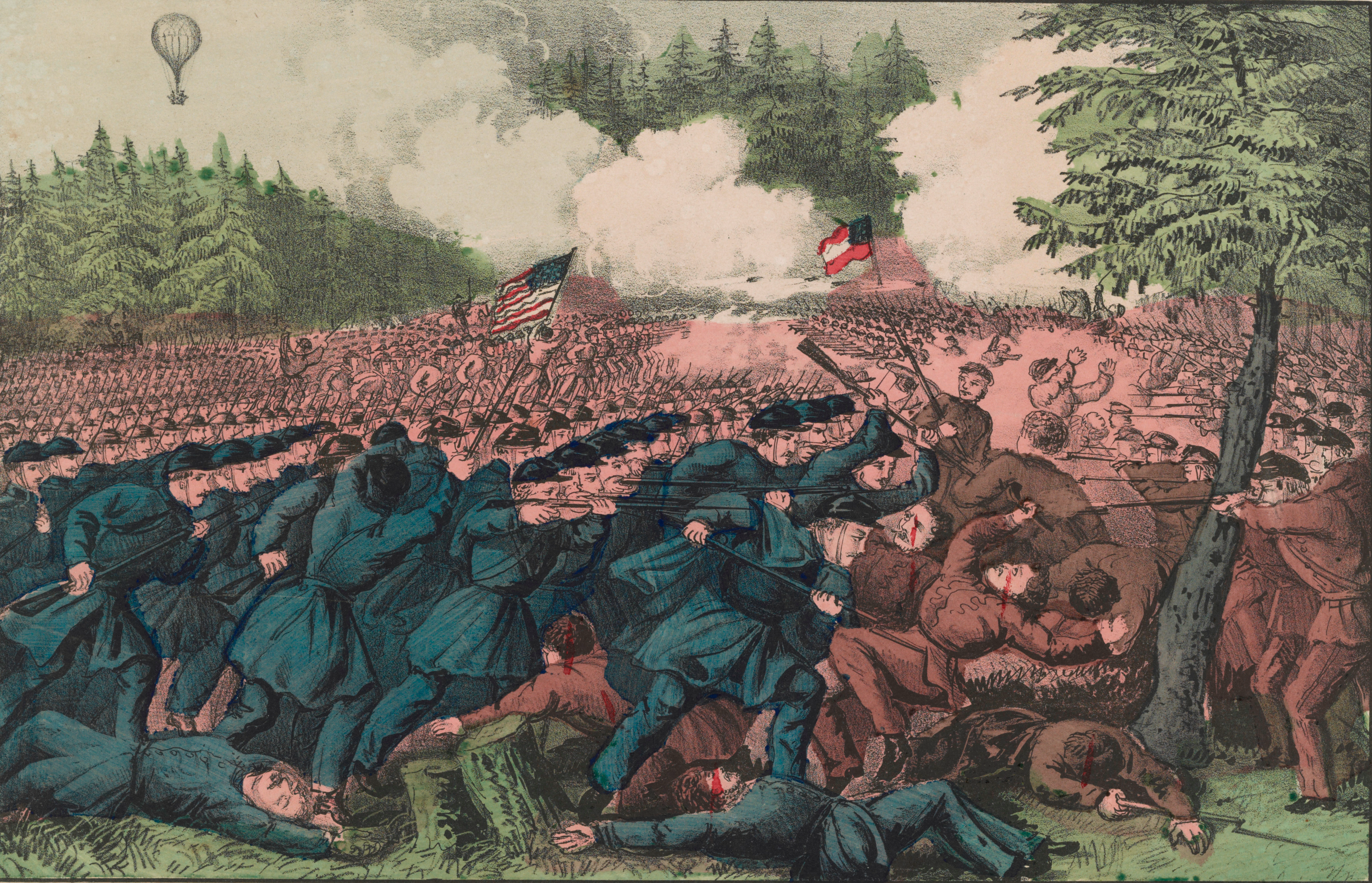
Batalla de Seven Pines amb un dels globus de Lowe al fons

#### Cos de Globus de l'Exèrcit de la Unió

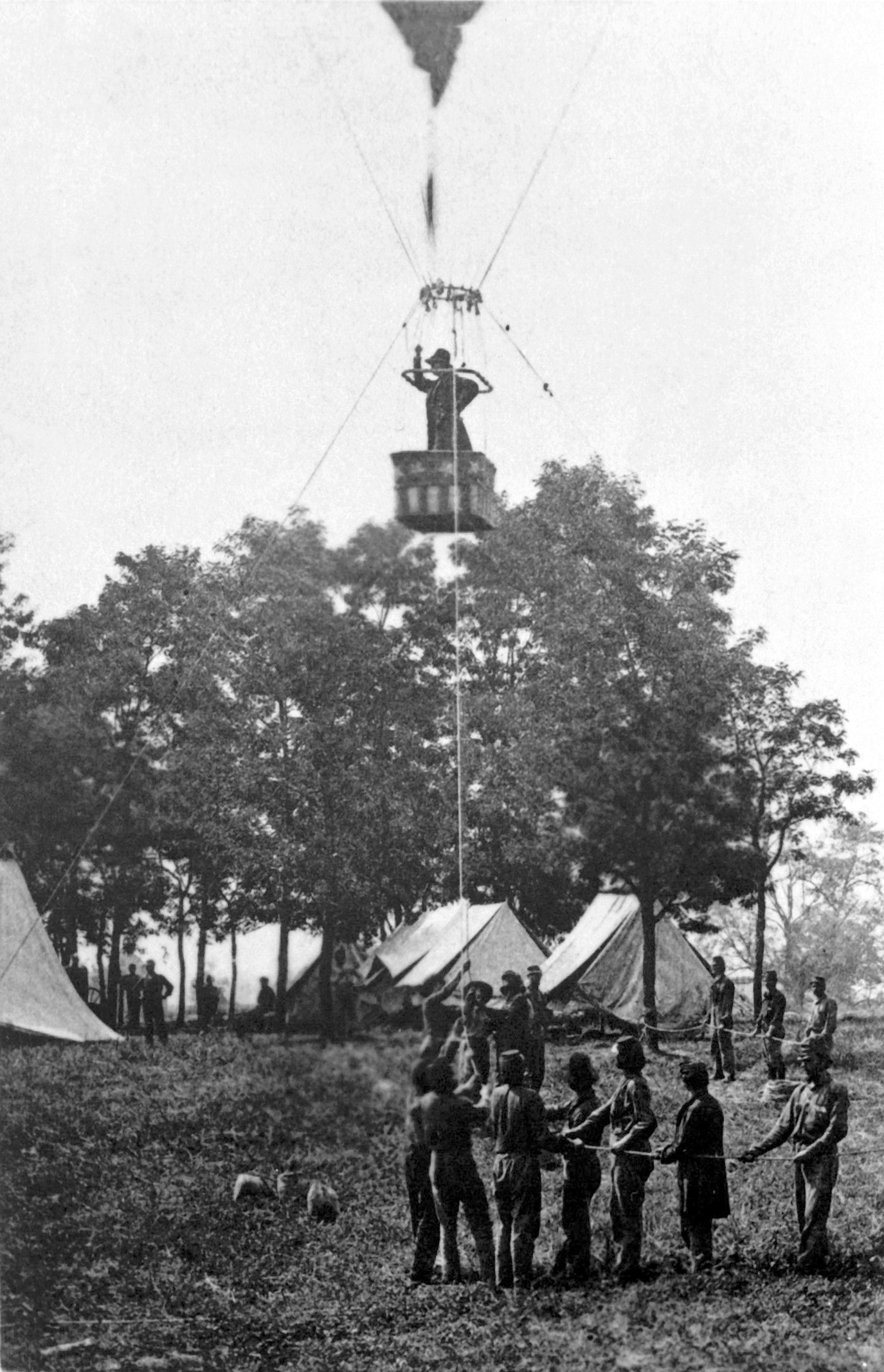
El professor Lowe ascendint a lIntrepid per observar la batalla de Fair Oaks

La Guerra Civil Americana fou la primera guerra que va presenciar l'ús significatiu de l'aeronàutica en suport de batalla. Thaddeus Lowe va contribuir notablement a l'esforç de guerra de la Unió utilitzant una flota de globus, des que el juny de 1861 va deixar el seu treball en el sector privat per oferir els seus serveis com a aeronauta al President Lincoln, qui es va interessar en la idea de la guerra aèria. La demostració de Lowe de pilotar un globus sobre Washington DC, transmetent un missatge de telègraf a terra fou suficient per presentar-lo als comandants dels Enginyers Topogràfics, inicialment per preparar millors mapes.
La primera acció de Lowe era una observació de vol lliure de les posicions Confederades a la Primera batalla de Bull Run el juliol de 1861. Lowe fou cridat a Fort Corcoran i va pujar per distingir els campaments rebels, i amb banderes de senyals dirigí el foc d'artilleria contra els rebels.
Lowe i altres pilots de globus formaren el Union Army Balloon Corps. Lowe insistia en l'ús estricte de globus lligats a causa de la preocupació en ser abatut sobre línies enemigues i ser castigat com espia. A mil metres podia tenir una estensa vista del camp de batalla i més enllà.
Mentre els Confederats es retiraven, la guerra va entrar en la campanya de la Península. Donats els densos boscos de la península, els globus eren incapaços de continuar a terra i es convertí una barcassa de carbó per operar els globus. Els globus i els seus generadors de gas es carregaven a bord al Potomac, on van continuar el reconeixement de la península.
A la batalla de Seven Pines, Lowe pogué veure l'exèrcit enemic que avançava i va enviar un correu per fer que s'enviessin reserves. El Cos de Globus fou posteriorment assignat al Cos d'Enginyers i l'agost de 1863, el Cos de Globus d'Exèrcit d'Unió es dissolia.

#### Exèrcit confederat
L'exèrcit confederat també usà globus, però patien greus dificultats per la manca de subministraments a causa dels embargaments, veient-se forçats a produir els seus globus amb material per fabricació de vestits en seda pintada, i el seu ús era limitat pel subministrament infreqüent de gas a Richmond, Virginia. Abans de l'estiu de 1863, tots els globus de reconeixement de la Guerra Civil Americana havien deixat d'operar.

## Abans de la Primera Guerra Mundial

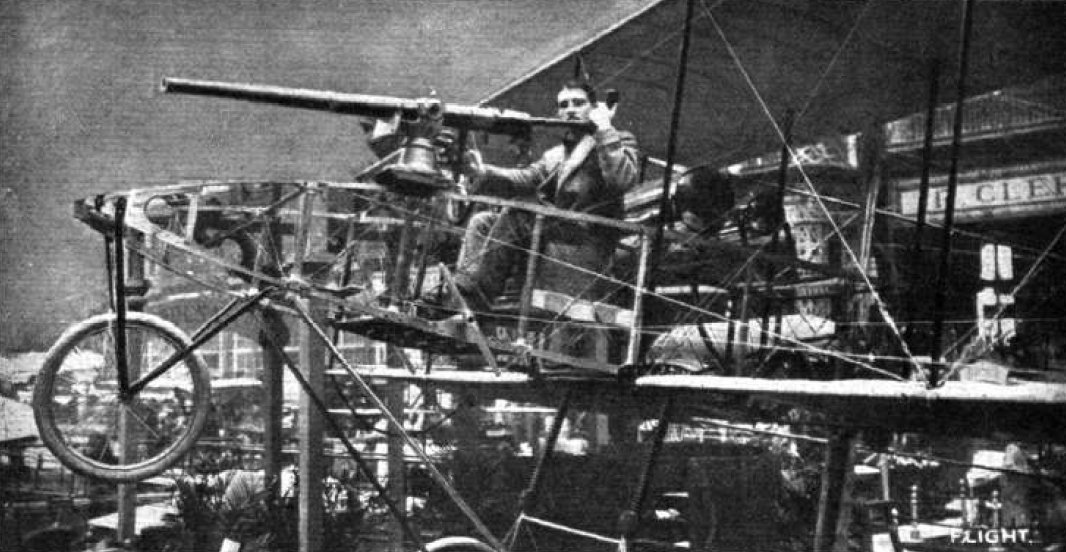
Un disseny experimental francès de 1910 per Voisin, apareixent una mitrailleuse amb què dispara un passatger

Els exèrcits avaluaren l'ús d'aeronaus per observació i aviació naval, amb unes quantes proves fetes llançant hidroavions i recollint-los amb grues.
La Marina dels Estats Units d'Amèrica es va interessar en l'aviació naval des de principis del segle xx. L'agost de 1910 Jacob Earl Fickel i Glenn Curtiss van fer els primers trets experimentals des d'un avió. Entre 1910 i 1911, l'Armada va dur a terme experiments que demostraven el sentit pràctic de l'aviació basada vaixells. El 14 de novembre de 1910, prop de Hampton Roads, Virgínia, el pilot civil Eugene Ely va enlairar-se des d'una plataforma de fusta instal·lada en el creuer USS Birmingham, aterrant de manera segura en terra uns quants minuts més tard. Ely demostrà uns mesos més tard que era també possible aterrar en un vaixell el 18 de gener de 1911, quan aterrà en una plataforma adjuntada al creuer americà USS Pennsylvania al port de San Francisco.
El primer ús d'avions en una guerra ocorria a la Guerra italo-turca quan el 23 d'octubre de 1911, el pilot italià capità Piazza, en un aparell Blériot XI, va sobrevolar les línies enemigues turques en una missió de reconeixement, i l'1 de novembre el subtinent Gabotti va deixar caure la primera bomba aèria sobre les tropes turques a Líbia. En la Primera Guerra Balcànica, la força aèria búlgara va bombardejar posicions turques a Edirne mentre que la Força Aèria Grega actuava sobre els Dardanels, la primera missió de cooperació aèria naval en la història. Els avions també foren utilitzats pels EUA contra Pancho Villa. El reconeixement militar aeri també s'usà en les dues guerres. Els bombardeigs s'usaren intensament durant la Primera Guerra Balcànica (incloent el primer bombardeig nocturn el 7 de novembre de 1912).

## Primera Guerra Mundial

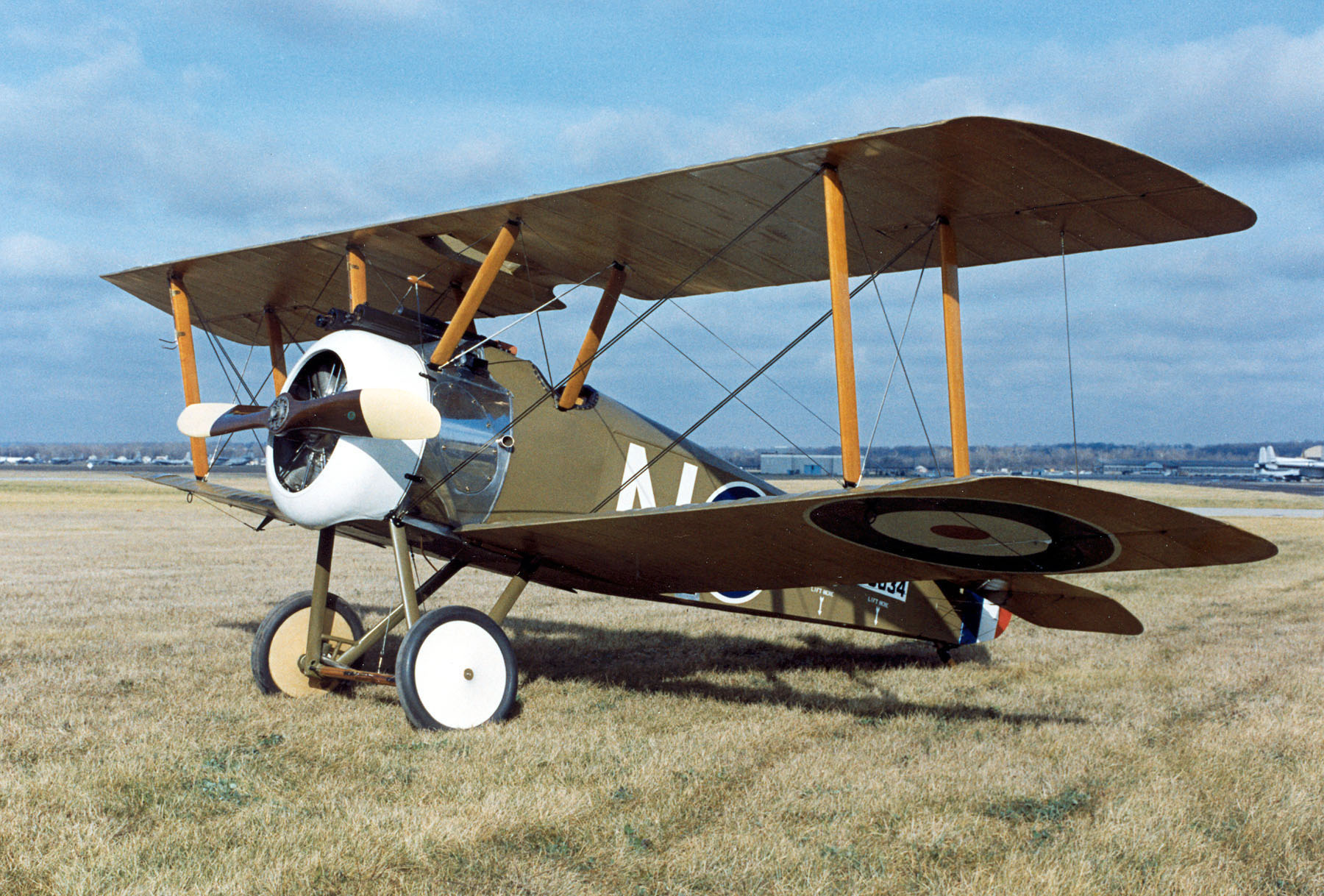
Sopwith Camel

A principis de la guerra ambdós bàndols usaren globus lligats i avions per observació i informar per al foc d'artilleria. El desig d'evitar l'observació enemiga va dur als pilots a atacar altres avions i globus, inicialment amb armes petites armes dutes a bord.
Encara que l'addició d'un deflector al darrere de l'hèlix pel pilot francès Roland Garros i el dissenyador Raymond Saulnier al monoplà Morane-Saulnier fou el primer exemple d'una aeronau capaç de disparar a través de l'hèlix, no fou fins que el dissenyador d'aeronaus holandès Anthony Fokker desenvolupà el sincronitzador el 1915, que permeté operar l'arma i l'avió alhora. aconseguint que el pilot alemany Kurt Wintgens obtingués la primera victòria coneguda amb una aeronau amb arma sincronitzada l'1 de juliol de 1915.
Els Aliats pogueren capturar un Fokker eindecker amb un sincronitzador Stangensteuerung intacte i van desxifrar el seu funcionament, conduint al naixement del combat aeri dogfight. L'as alemany Oswald Boelcke va crear vuit regles essencials de combat aeri, el Dicta Boelcke
Ambdós bàndols usaren aeronaus per bombardeig, reconeixement marítim, guerra antisubmarina, i llançament de propaganda. Els militars alemanys feien ús de Zeppelins i, més tard, bombarders com el Gotha, per deixar caure bombes al Regne Unit. Al final de la guerra els avions s'havien especialitzat en bombarders, caces, i reconeixement.
Al final de la Primera Guerra Mundial, el combat aeri havia progressat fins a aconseguir que la tàctica de dogfighting definida en el Dicta Boelcke havia progressat al punt que es podia aconseguir la supremacia aèria; el primer exemple és l'ofensiva aèria italiana contra els Austrohongaresos just abans del final de la Primera Guerra Mundial.

## Període d'entreguerres
La tecnologia aeronàutica es desenvolupà molt ràpidament entre 1918 i 1939. El 1918 la majoria de les aeronaus eren biplans amb marcs de fusta, pells de tela, aparell de filferros i motors refredats d'aire. Els biplans continuaven sent el pilar de forces aèries al voltant del món i s'utilitzaren extensament en conflictes com la Guerra Civil Espanyola. La majoria dels països industrialitzats crearen forces aèries separades de l'exèrcit i armada. Tanmateix, per 1939 els biplans militars eren en procés de ser canviats per monoplans de metall amb motors refredats amb líquid. Les primeres velocitats s'havien triplicat, les altituds doblades, i les gammes i càrregues netes dels bombarders augmentats enormement.
Alguns teòrics, especialment a la Gran Bretanya, consideraven que l'aeronau es convertiria en el braç militar dominant en el futur. i s'imaginaven que una guerra futura seria guanyada totalment per la destrucció de la capacitat militar i industrial de l'enemic des de l'aire. El general italià Giulio Douhet, autor de The Command of the Air, era un teòric bàsic d'aquesta escola, que ha estat associada amb la declaració de Stanley Baldwin que "El bombarder sempre travessarà"; és a dir, independent de les defenses aèries, suficients atacants sobreviuran per destruir les ciutats de l'enemic. Això conduí al que s'anomenà més tard una estratègia de dissuasió, i les nacions mesuraren el seu poder aeri per nombre de bombarders. Altres, com el general dels Estats Units Billy Mitchell, veien el potencial del poder aeri d'augmentar el poder de flotes navals superfície navals.
Pilots alemanys i britànics havien provat el bombardeig aeri de vaixells i els torpedes llençats des de l'aire durant la Primera Guerra Mundial amb resultats diversos. La vulnerabilitat dels cuirassats a les aeronaus es demostrà el 21 de juliol de 1921 quan un esquadró de bombarders comandats pel general Mitchell enfonsava el SMS Ostfriesland amb bombes aèries; encara que el Ostfriesland estava immòbil i indefens durant l'exercici, la seva destrucció demostrava la potència d'avions aeris contra vaixells.
Era durant les guerres de la banana, mentre lluitaven contra bandits, independentistes i insurgents en llocs com Haití, la República Dominicana i Nicaragua, els aviadors de Cos de Marines dels Estats Units d'Amèrica van començar a experimentar amb tàctiques de suport aeri als marines en missió. Fou a Haití que la infanteria de marina va començar a desenvolupar la tàctica de bombardeig en picat i a Nicaragua el van perfeccionar. Mentre altres nacions havien provat variacions d'aquesta tècnica, els marines foren els primers a recollir-lo i fer-lo part de la seva doctrina tàctica.
A Alemanya se li va prohibir disposar d'una força aèria pels termes del Tractat de Versalles. Els militars alemanys continuaven entrenant els seus soldats com pilots clandestinament fins que Adolf Hitler estigué preparat per desafiar obertament la prohibició, formant el Deutscher Luftsportverband o Deutsche Luftfahrt-Verband. formant pilots civils, i alguns pilots alemanys foren enviats secretament a la Unió Soviètica per a seva la formació; Aquesta força aèria estava preparada per quan fos reclamada era el començament de la Luftwaffe.

## Segona Guerra Mundial
L'aviació militar va ser usada extensivament durant la Segona Guerra Mundial. Les millores en rendiment, abast i càrrega neta van significar que la força aèria es podria moure més enllà de les de la Primera Guerra Mundial, convertint-se en una força central per a totes les nacions de combatents. Durant la guerra, diverses aplicacions del poder aeri emergiren.

### Bombardeig estratègic

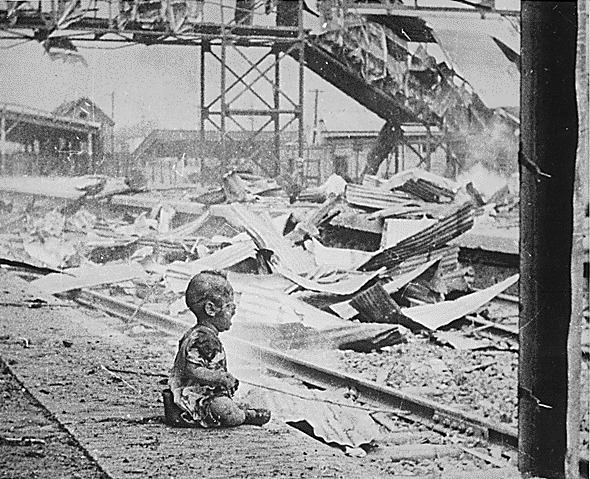
Una criatura, la mare morta del qual era a prop, plorant a les ruïnes d'una Estació de Ferrocarril de Shanghai bombardejada pel japonès l'agost de 1937. Després que aparegués a LIFE en octubre de 1947, 136 milions de persones van veure la fotografia en noticiaris i diaris.

El Bombardeig estratègic d'objectius civils des de l'aire fou proposat pel general italià Giulio Douhet, qui al seu llibre The Command of the Air de 1921 sostenia que els futurs caps militars podrien evitar caure en sagnants estancaments de guerra de trinxera utilitzant l'aviació per donar avantatge respecte a l'enemic atacant directament les seves poblacions civils vulnerables i que aquestes poblacions forcessin els seus governs a rendir-se.
Les idees de Douhet foren paral·lels a les d'altres teòrics militars que emergiren de la Primera Guerra Mundial, entre ells Hugh Trenchard a la Gran Bretanya.
En el període entreguerres, la Gran Bretanya i els Estats Units es van convertir en els seguidors més entusiastes de la teoria del bombardeig estratègic, especialitzant bombarders pesats per a aquesta tasca.

### Bombardeig estratègic japonès
El bombardeig estratègic, principalment dirigit a les ciutats xineses grans, es du a terme durant la Segona Guerra Sinojaponesa i la segona Guerra Mundial pel Servei Aeri de la Marina Imperial Japonesa i el Servei Aeri de l'Exèrcit Imperial Japonès. També s'atacà les Filipines i Austràlia. L'Armada i els serveis aeris de l'Exèrcit utilitzaven el bombardeig tàctic contra vaixells i posicions militars, com a Atac a Pearl Harbor.

### Luftwaffe
En els primers dies de la segona Guerra Mundial la Luftwaffe va llançar atacs aeris que van devastar les ciutats assetjades. Durant la batalla d'Anglaterra la Luftwaffe no va aconseguir guanyar superioritat aèria i va començar a bombardejar grans ciutats britàniques. Tanmateix, la Luftwaffe va comprovar que aquests atacs tenien l'efecte pronosticat pels teòrics preguerra.

### Força aèria soviètica
Encara que la ràpida industrialització que la Unió Soviètica va experimentada en la dècada de 1930 tenia el potencial permetre la Força Aèria Soviètica ser efectiva contra la Luftwaffe, les purgues de Stalin van deixar l'organització debilitada, i quan Alemanya llençà l'Operació Barbarroja, la mida de les Forces Aèries Soviètiques permetia absorbir enormes baixes i mantenir operativitat. Malgrat el pràctic esfondrament de les forces soviètiques el 1941, sobrevivien, mentre les forces alemanyes superaven les seves línies de subministrament i els americans i els britànics proporcionats donaren ajuda.
Atès que el bombardeig estratègic exigeix neutralitzar la capacitat de la indústria militar de l'enemic, algunes fàbriques Soviètiques es construïren fora de l'abast dels bombarders de la Luftwaffe. Com els recursos de la Luftwaffe es requerien per donar suport a l'exèrcit alemany, la Luftwaffe es va estirar, i fins i tot les batalles victorioses degradaven la força aèria d'Alemanya a causa d'atrició. En 1943, els soviètics podien produir considerablement més avions que els seus rivals alemanys. Utilitzant l'aclaparadora superioritat numèrica, les forces soviètiques foren capaces de conduir els alemanys fora de territori soviètic i guanyar la guerra a Alemanya.

### Forces aliades a Europa

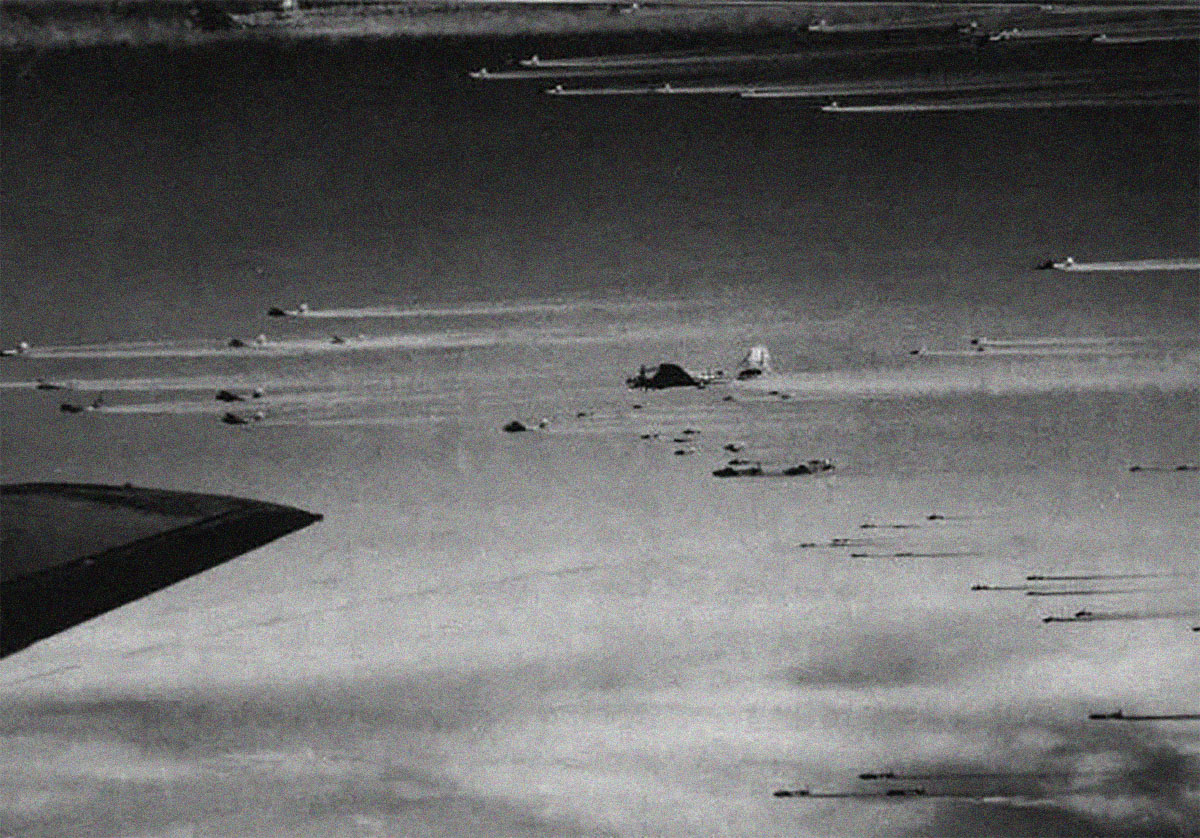
Part d'un transport de més de 1.000 bombarders B-17 de les Forces Aèries de l'Exèrcit dels Estats Units

Els britànics començaren una campanya de bombardeig estratègic el 1940 que va durar fins al final de la guerra. Els primers bombarders britànics eren bimotors amb poc armament defensiu, per això el Comandament de Bombarders de la Royal Air Force va decidir bombardejar de nit. Més endavant es van usar esquadrons de guiatge, guiatge per ràdio, guiatge per transponedor i bombardeig a baixa altura.
Quan les Forces Aèries de l'Exèrcit dels Estats Units arribaren a Anglaterra el 1942, els americans estaven convençuts que podrien fer atacs reeixits a la llum del dia. La vuitena força disposava de quatrimotors que podien volar a alta altitud. Els nous bombarders també disposaven de fort armament defensiu. Volant a la llum de dia en formacions grans, la doctrina dels Estats Units sostenia que les formacions tàctiques de bombarders pesats serien suficients per guanyar la superioritat aèria sense escorta. Els atacs colpiren durament l'economia de guerra alemanya com refineries de petroli o fàbriques de coixinets de boles.
Les Forces Aèries de l'Exèrcit dels Estats Units hagueren de canviar la seva doctrina doncs els bombarders sols, independentment de la seva defensa, no podien aconseguir la superioritat aèria contra els caces monomotor.
Gairebé 68.000 aviadors estadounidencs morien ajudant a guanyar la guerra,
i en conjunt, els Aliats perderen 160.000 aviadors i 33.700 avions durant la guerra aèria sobre Europa.

### Superioritat aèria
Durant la batalla d'Anglaterra, molts del millors pilots de la Luftwaffe havien estat forçats a aterrar sol britànic, on foren capturats. Mentre la qualitat de la Luftwaffe s'afeblia, els americans presentaven els caces d'escorta de llarg abast. Els inexperts nous pilots, volant avions potencialment més poderosos esdevingueren cada cop menys efectius contra els estols de bombarders de les fases posteriors de la guerra. Afegir caces als atacs a la llum del dia va donar als bombarders una protecció molt necessitada i va millorar l'impacte de l'esforç de bombardeig estratègic.
Gradualment entre 1942 a 1944, les forces aèries dels Aliats es tornaven més fortes mentre la Luftwaffe s'afeblia. Durant el 1944, la força aèria alemanya perdia el control aeri d'Alemanya i res a Alemanya podia ser protegit, ni l'exèrcit, ni fàbriques, ni civils en ciutats, ni la capital de la nació. Els soldats alemanys i els civils eren massacrats pel bombardeig aeri.

### Efectivitat
El bombardeig estratègic no atòmic no feia guanyar la guerra als aliats, ni aconseguia trencar la voluntat de resistència d'alemanys i japonesos, Però en paraules del ministre d'armament alemany Albert Speer va crear "un segon front en l'aire." Speer va aconseguir augmentar la sortida d'armaments fins a mitjans de 1944 malgrat el bombardeig. Tanmateix, la guerra contra els bombarders britànics i americans demanava quantitats enormes de recursos: antiaeris, caces de dia i nit, radars, focs, mà d'obra, munició, i combustible.
En el costat Aliat, el bombardeig estratègic desviava recursos materials, equipament, i mà d'obra de la batalla de l'Atlàntic (1939-1945). Com a resultat, l'exèrcit alemany a Rússia, Itàlia, i França rarament veien aeronaus amigues i constantment escassejaven tancs, camions, i armes antitanc.

### Bombardeig nord-americà del Japó
El juny de 1944, B-29 van enlairar-se des de la Xina per bombardejar fàbriques japoneses. Des de novembre de 1944 atacs cada vegada més intensos es llançaven de bases més properes al Japó. La tàctica va evolucionar des d'atacs a alta altitud baixant d'altitud, eliminant la majoria de les defenses i usant bombes incendiàries. Aquests atacs van devastar moltes ciutats japoneses.
L'agost de 1945, dos B-29 van deixar caure bombes atòmiques en Hiroshima i Nagasaki. Això, junt amb la Invasió Soviètica de Manxúria va ocasionar la rendició japonesa, i el final oficial de la Segona Guerra Mundial.

### Suport aeri tàctic
Per contrast amb els estrategs britànics, el propòsit primari del Luftwaffe era donar suport l'Exèrcit. Això explicava la presència de grans quantitats de bombarders en picat i l'escassetat de bombarders pesats de llarg abast. Aquesta artilleria volant va ajudar en gran manera als èxits de l'Exèrcit alemany en la batalla de França (1940) Per Hitler la superioritat aèria absoluta era essencial per a la invasió de la Gran Bretanya. Quan això no s'aconseguí amb la Batalla de la Gran Bretanya, la invasió s'anul·là, sent la primera batalla essencial el resultat de la qual estava determinat principalment en l'aire.
La guerra a Rússia forçava la Luftwaffe a dedicar la majoria dels seus recursos a proporcionar suport aeri tàctic a l'exèrcit alemany assetjat utilitzant els Junkers Ju 87, Henschel Hs 123 i els caces modificats Bf 109 i Fw 190. La Força Aèria Soviètica també destinava principalment l'aviació al suport tàctic, i cap al final de la guerra era molt eficaç en el suport de l'Exèrcit Roig en el seu avenç a través de l'Europa de l'Est. Una important nau per als soviètics era el Ilyushin Il-2 Sturmovik, que suposà una part important de la victòria Soviètica a la batalla de Kursk, una de les batalles de tancs més grans en la història.

### Aviació de transport militar i ús de tropes aerotransportades
L'aviació de transport militar era necessària per a tots els bàndols per a mantenir els subministrament i comunicacions de tropes de terra, i s'utilitzava en moltes ocasions per reabastir de tropes alemanyes dins i al voltant de Stalingrad després de l'Operació Urà, per l'ús de tropes aerotransportades.
Després dels intents d'usar tropes aerotransportades per l'Exèrcit Roig durant els primers anys de la dècada de 1930, moltes nacions europees i el Japó també formaren les tropes aerotransportades, que entraren en servei de manera extensa en tots els Teatres de la Segona Guerra Mundial.
La seva eficàcia com tropes d'assalt usades per sorprendre tropes estàtiques enemigues demostrava que era un èxit limitat, i fracassos notables. La majoria de les tropes aerotransportades serviren d'infanteria lleugera al final de la guerra malgrat intents d'ús concentrat en el Teatre Occidental pels Estats Units i la Gran Bretanya durant Operació Horta.

### Aviació naval

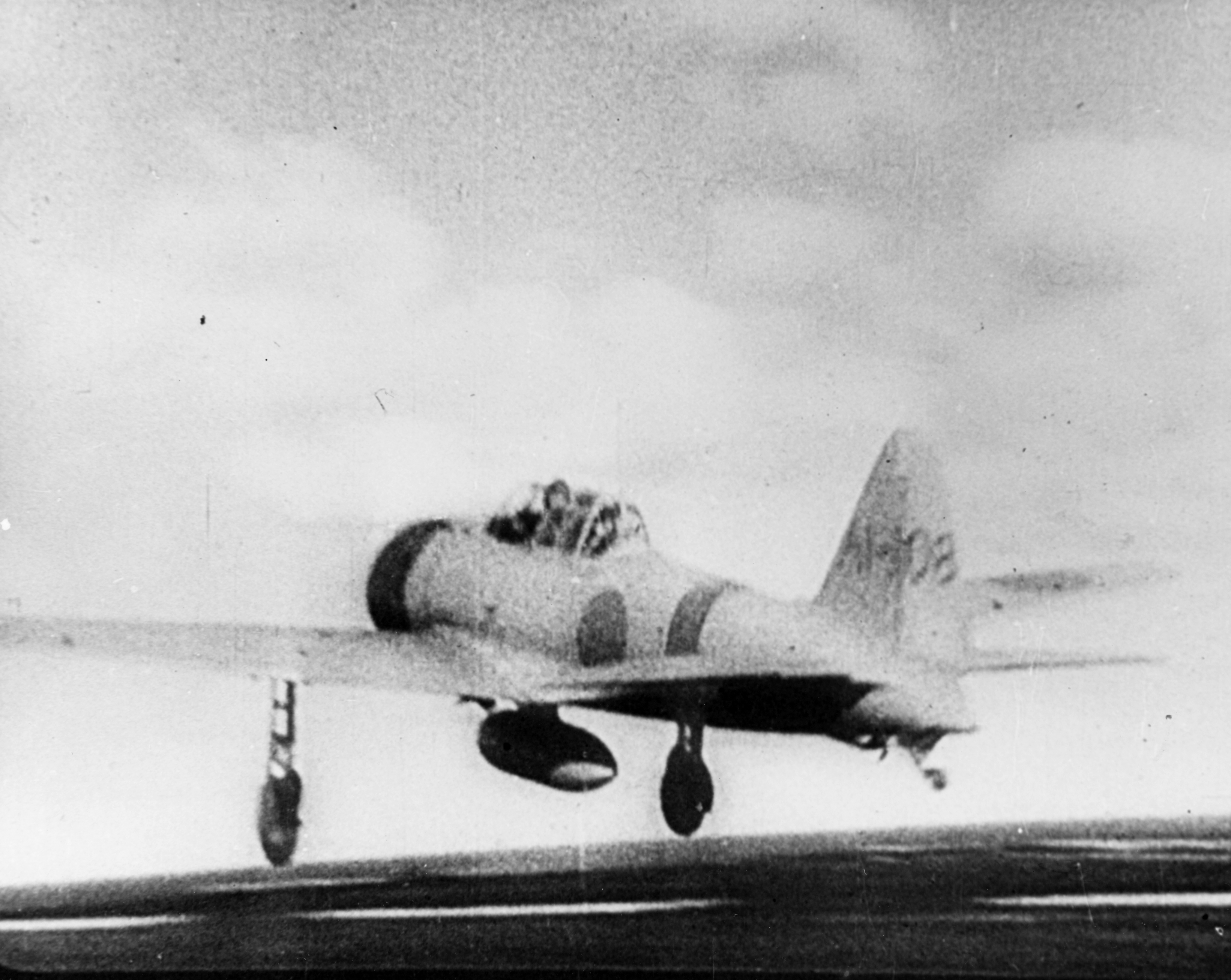
Un caça Mitsubishi A6M2 "Zero"

Els avions i els portaavions es tornaren importants en batalles navals per primer cop en la Segona Guerra Mundial. Les aeronaus basades s'especialitzaren en bombarders en picat, bombarders torpeders, i caces.
Les aeronaus basada en terra com el Pby Catalina ajudaren a trobar submarins i flotes de superfície. El portaavions reemplaçà el cuirassat com l'arma ofensiva naval més poderosa doncs es lluitava cada vegada més en batalles entre flotes fora de l'abast de les armes. El Cuirassat Yamato, el cuirassat més potent mai construït primer fou fet retirar per un portaavions lleuger d'escorta, i posteriorment enfonsat quan no disposava de la seva pròpia cobertura aèria.
Els Estats Units llançaren bombarders des de portaavions en l'atac de Doolittle. Es construïen nombrosos portaavions per escortar combois de càrrega lents o per complementar portaavions ràpids. Les aeronaus per a observació o atacs lleugers també eren portades per cuirassats i creuers, mentre que els dirigibles s'utilitzaven per buscar submarins atacants.
En la Batalla De L'atlàntic, les aeronaus portades per portaavions d'escorta barats s'utilitzaven per a patrulla antisubmarina, defensa, i atac. Al començament de la Guerra del Pacífic en 1941, les aeronaus basades en portaavions japonesos enfonsaren molts vaixells de guerra dels Estats Units en l'Atac a Pearl Harbor i les aeronaus basades en la terra enfonsaren dos grans vaixells de guerra anglesos. Els encontres entre les flotes navals japoneses i americanes eren llavors dirigits en gran part o totalment per aeronaus, incloent les batalles de Mar del Corall, Midway, Mar de Bismarck i Filipines.

## Guerra Freda
L'aviació militar en els anys de posguerra era dominada per les necessitats de la Guerra Freda. Els anys de posguerra veien la conversió gairebé total d'aviació de combat a motor de reacció, la qual cosa ocasionava augments enormes en velocitats i altituds d'enlairament. Fins a l'adveniment del Míssil balístic intercontinental els poders de comandant depenien de bombarders d'altitud alta per a usar la força de dissuasió nuclear desenvolupada; cada país s'esforçava per desenvolupar la tecnologia de bombarders i els caces d'altitud alta que els podrien interceptar. El concepte de superioritat aèria començava a tenir un paper pesat en dissenys d'aeronaus tant per als Estats Units com per a la Unió Soviètica.
Els nord-americans desenvoluparen i feren ús extens de l'aeronau d'observació d'altitud alta per a l'obtenció d'intel·ligència. El Lockheed U-2, i més tard la SR-71 Blackbird es desenvoluparen en gran secret. Se suposava que l'U-2 a la seva època era invulnerable a mesures defensives, a causa de la seva altitud extrema. Per això sorprengué quan els soviètics abateren un de pilotat per Gary Powers amb un míssil superfície-aire.
El combat aeri també es transformà per l'augment de sofisticació de rang i gamma dels míssils dirigits aire-aire. En les dècades de 1970 i 1980 quedava clar que velocitat i l'altitud no eren prou per protegir un bombarder contra defenses aèries. L'èmfasi canviava a aeronaus d'atac manejables que podrien volar 'sota el radar', en altituds d'unes desenes de metres.

### Guerra de Corea

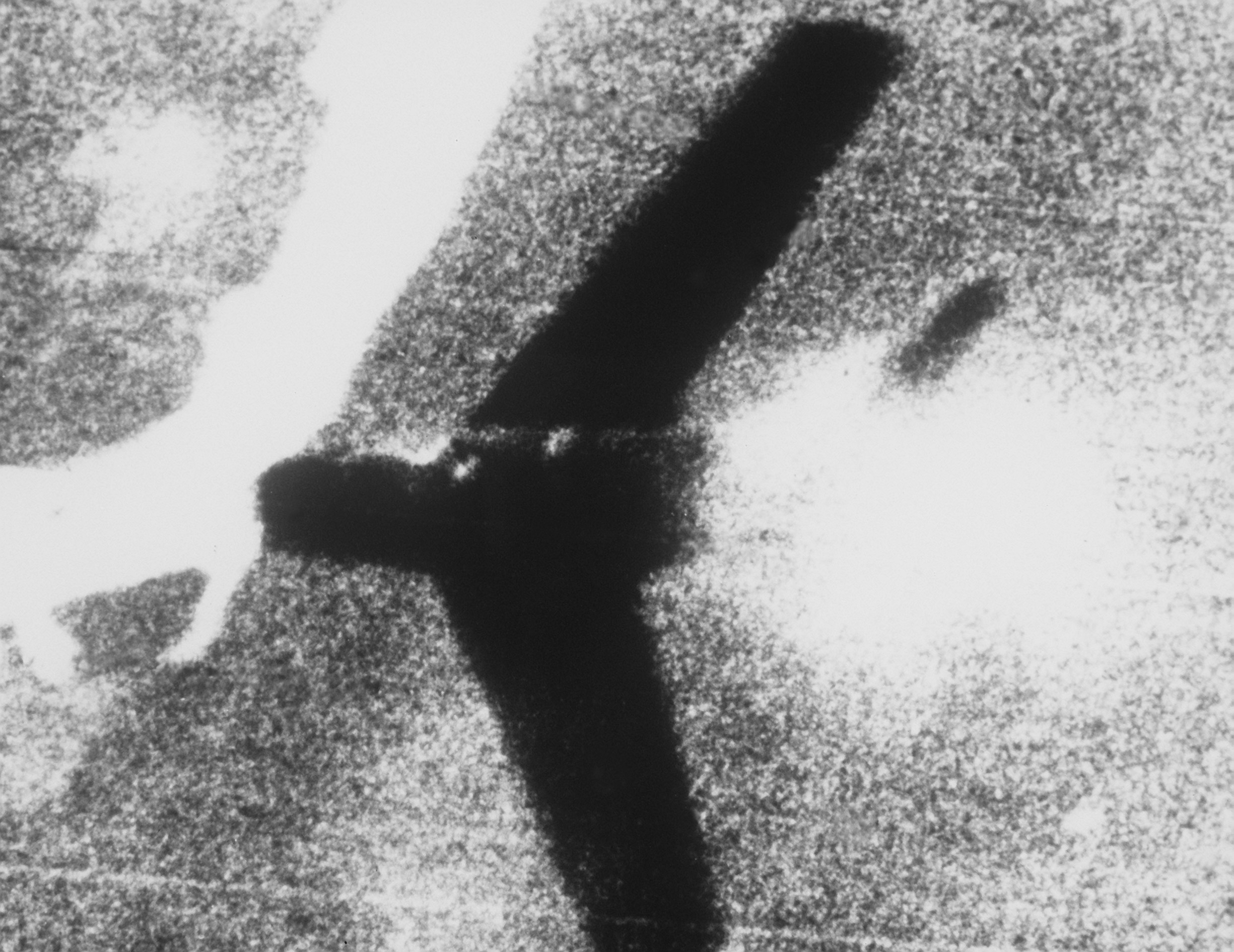
MiG-15 abatut per un F-86 sobre MiG Alley

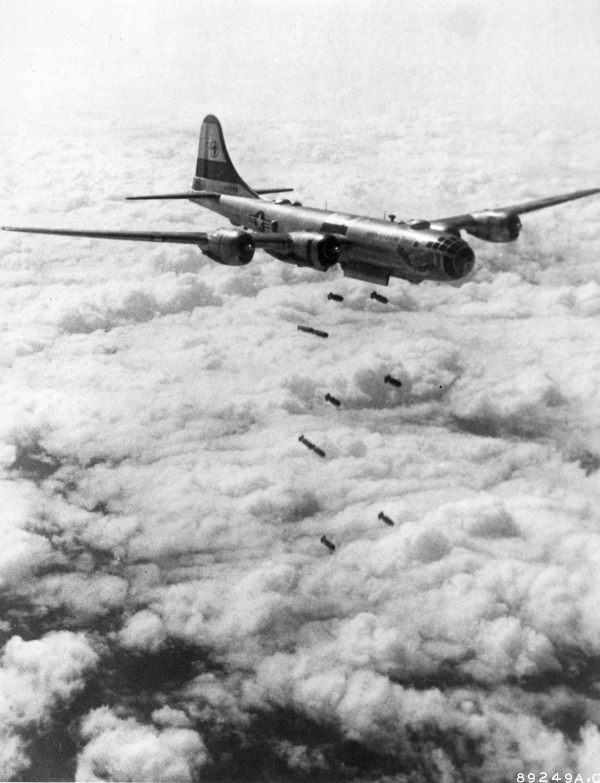
Durant la Guerra de Corea, almenys 16 B-29 Superfortress foren abatuts per aparells comunistes

La Guerra de Corea es recordava pel combat d'avions de reacció, però fou una de les últimes guerres en les que participaren avions amb motor d'hèlix com el P-51 Mustang de P-51, F4U Corsair i els Hawker Sea Fury i Supermarine Seafire basats en portaavions. aeronaus amb turboreactor com F-80 Shooting Star, F-84 Thunderjets i F9F Panthers que dominaren els cels, aclaparant els Iàkovlev Iak-9s i Làvotxkin La-9s amb motor d'hèlix.
Des de 1950, els Coreans del Nord pilotaven els avions de reacció Mikoian-Gurévitx MiG-15 soviètics que presentaven les velocitats prop de la velocitat del so. Encara que un secret de domini públic durant la guerra, eren pilotats per experimentats pilots de la Força Aèria Soviètica, un casus belli deliberadament passat per alt per les forces aliades de les Nacions Unides que considerava sospitós l'ús de russos però eren reticents de participar en la guerra oberta amb la Unió Soviètica i la República Popular de la Xina.
A l'inici de la guerra els caces de reacció de les Nacions Unides, que incloïen Gloster Meteors de la Royal Australian Air Force van tenir cert èxit, però de seguida foren superats a en llum de dia per la velocitat superior del MiG. De nit, tanmateix, els caces nocturns de F3D Skynight del Cos de Marines dels Estats Units d'Amèrica proveïts de radar abateren cinc MiG mata sense pèrdues pròpies. i cap B-29s sota la seva escorta fou abatut.
El desembre de 1950, la Força Aèria dels Estats Units d'Amèrica s'afanyaven en el seu propi caca, el F-86 Sabre. El MiG podria volar més alt, 50.000 contra 42.000 peus, oferint un avantatge clar al començament del combat. Les seves màximes velocitats eren comparables (uns 1,060 km/h). El MiG podria pujar millor, mentre el Sabre podia maniobrar millor. Quant a les armes, el MiG en portava dos canons de 12 mm i un canó de 37mm, comparable a les sis metralladores de calibre .50 del Sabre (12.7 mm). Les metralladores de calibre de .50 americanes, disparaven amb sistemes de guiat per radar més acurat. Els pilots dels EUA també tenien l'avantatge del vestit antigravetat.
Fins i tot després que la Força Aèria dels Estats Units d'Amèrica presentés el F-86 avançat, els seus pilots sovint lluitaven contra els jets dirigits per pilots soviètics, batejats "honchos". Les Nacions Unides gradualment guanyaren la superioritat aèria sobre la majoria de Corea que durà fins al final de la guerra, un factor decisiu que va ajudar a l'avanç cap al nord, i la resisència a la invasió xinesa de Corea del Sud.
Després de la guerra, l'USAF va reclamar haver abatut 792 MiG-15s i 108 aeronaus addicionals per Sabres i la pèrdua de 78 Sabres, una proporció per sobre de 10:1, tanmateix alguns altres estudis mostren una proporció de 2:1 contra els millors pilots russos. La recerca de posguerra ha pogut confirmar només 379 victòries, encara que l'USAF continua mantenint els seus crèdits oficials i el debat és possiblement irreconciliable. Els soviètics reclamaven aproximadament 1.100 victòries aèries i 335 MiG perduts en combat en aquell temps. Les pèrdues oficials de la Xina eren 231 avions abatuts en combat aeri (principalment MiG-15) i 168 altres pèrdues. El nombre de pèrdues de Corea del Nord Air Force no s'ha revelat i es calcula que foren 200 aeronaus en la primera etapa de la guerra, i 70 després de la intervenció xinesa.
Les reclamacions soviètiques de 650 victòries i les 211 Xineses sobre Sabres es consideren exagerades per l'USAF. Segons una recent publicació dels EUA, el nombre de F-86s presents alguna vegada a la península coreana durant la guerra només sumava 674 i les pèrdues de totals de F-86 per totes les causes foren uns 230.

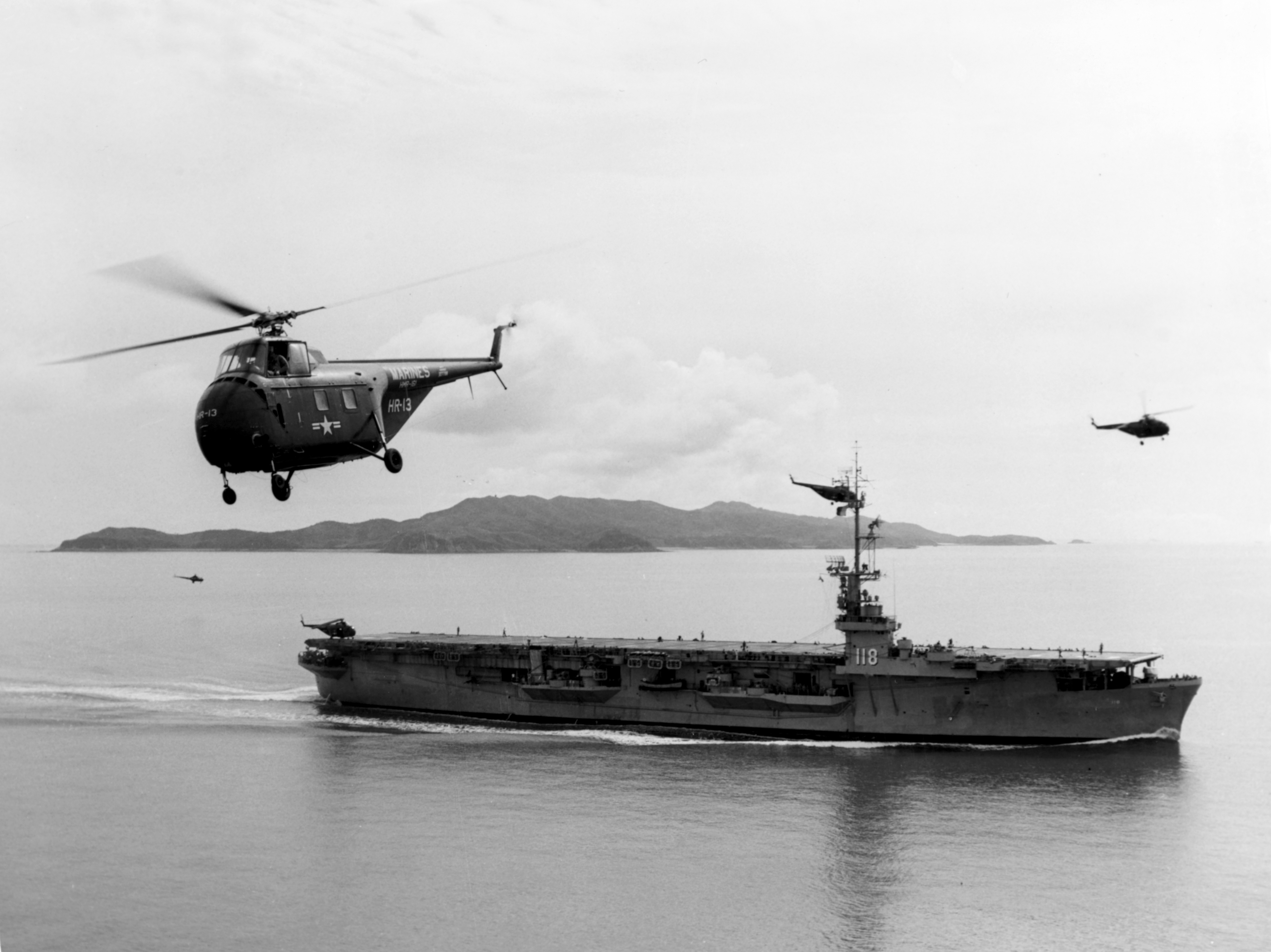
Helicòpters com el H-19 foren utilitzats en la guerra coreana.

La guerra de Corea fou la primera en la que l'helicòpter s'utilitzava extensament en un conflicte. mentre que helicòpters com el YR-4 s'usaren rarament en la Segona Guerra Mundial, i els Jeeps com el Willys MB eren el mètode principal d'evacuar un soldat ferit. Helicòpters com el Sikorsky H-19 foren usats per tasques no combatives.

### Guerres indopakistaneses
Les Guerres indopakistaneses feren que la Força Aèria Pakistanesa i la Força Aèria Índia s'implicaren de ple en combat per primera vegada des de la seva independència. Encara que les dues forces s'havien enfrontat prèviament a en la Guerra indopakistanesa de 1947, l'escala del conflicte fou limitada comparada als conflictes de 1965 i 1971.
Durant la Guerra indopakistanesa de 1965, les dues forces aèries van combatre intensament per primera vegada. Els dos països reclamen contradictòriament pèrdues en combat durant la guerra. la Força Aèria Pakistanesa afirma haver abatut 104 avions de la Força Aèria Índia perdent només 19. L'Índia mentrestant afirmava haver perdut 35 avions i abatut 73 paquistaneses. Al final de la guerra, ni la Força Aèria Índia, numèricament més gran, ni la Força Aèria Pakistanesa, que posseïa un avantatge qualitatiu, no aconseguiren la superioritat aèria.
Durant la Guerra indopakistanesa de 1971, la Força Aèria Índia tenia avantatge qualitativa iquantitatiu respecte a la Força Aèria Pakistanesa després de la introducció de Mig-21 en grans quantitats. La guerra començava amb l'Operació Chengiz Khan, un atac preventiu paquistanès a 11 bases aèries el 3 de desembre de 1971. Després de l'atac inicial, la Força Aèria Pakistanesa adoptà una posició defensiva en espera de la venjança índia. Mentre la guerra progressava, la Força Aèria Índia continuava atacant sobre les zones de conflicte, però les sortides paquistaneses minvaven gradualment. La manca d'iniciativa s'ha atribuït a la decisió deliberada de tallar les enormes pèrdues en el conflicte. La força aèria pakistanesa tampoc va intervenir durant els dos atacs de l'Armada Índia sobre la bases navals pakistanesa de Karachi i tampoc donà suport a les seves tropes durant la batalla de Longewala. A l'est, el petit contingent aeri paquistanès fou destruït, posant l'aeròdrom de la Divisió de Dacca fora de combat i ocasionant la superioritat aèria índia a l'est.

### Guerra del Vietnam

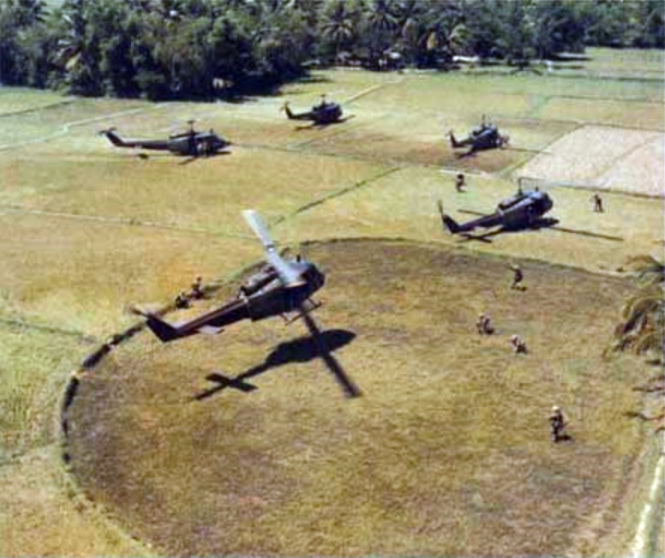
UH-1Ds durant les primeres "Air Cav" operations, 1966

La Força Aèria Sud-vietnamita es proveí originalment amb helicòpters com el CH-21 i avions d'hèlix com T-28 Trojan quan les aeronaus a reacció foren rebutjades per tractat. Amb implicació creixent dels Estats Units més aeronaus eren pilotades pels pilots nord-americans.
L'ús a gran escala d'helicòpters per l'exèrcit dels Estats Units portà a una classe nova de tropes aerotransportades, i la introducció de la cavalleria aèria, culminant en l'ús extensiu de l'helicòpter UH-1 Iroquois que es convertiria en un símbol d'aquella guerra. mentre el CH-54 Tarhe "Skycrane" i el CH-47 Chinook alçaven càrregues més pesades com vehicles o artilleria. Les tropes eren capaces d'aterrar inesperadament, atacar, i marxar una altra vegada, i evacuar els ferits. L'AH-1 Cobra fou desenvolupat partint de l'Huey per a missions d'escorta i suport. La posterior Guerra afganosoviètica també veuria ús intensiu d'helicòpters com a part de les brigades i regiments d'assalt aeri.
Les forces nord-americanes proveïren suport a les tropes de terra sobre Vietnam del Sud, i bombardeig estratègic d'objectius sobre el Nord. Moltes menes de missions de suport o contrainsurgència foren dutes a terme per aeronaus d'hèlix com el O-1 Bird Dog, OV-10 Bronco, A-1 Skyraider, B-26 Invader, i AC-47, mentre que transports com el C-123 Provider i el C-130 Hercules dugueren subministraments als camps de batalla. Les aeronaus ràpides incloïen el supersònic F-100 Super Sabre, mentre que el gegant Boeing B-52 Stratofortress es modificaria per descarregar càrregues massives altament explosives en concentracions de tropa enemigues. i el AC-130 es convertiria en el definitiu helicòpter d'atac, mentre el Skyraider fou substituït pel A-10 Thunderbolt II.

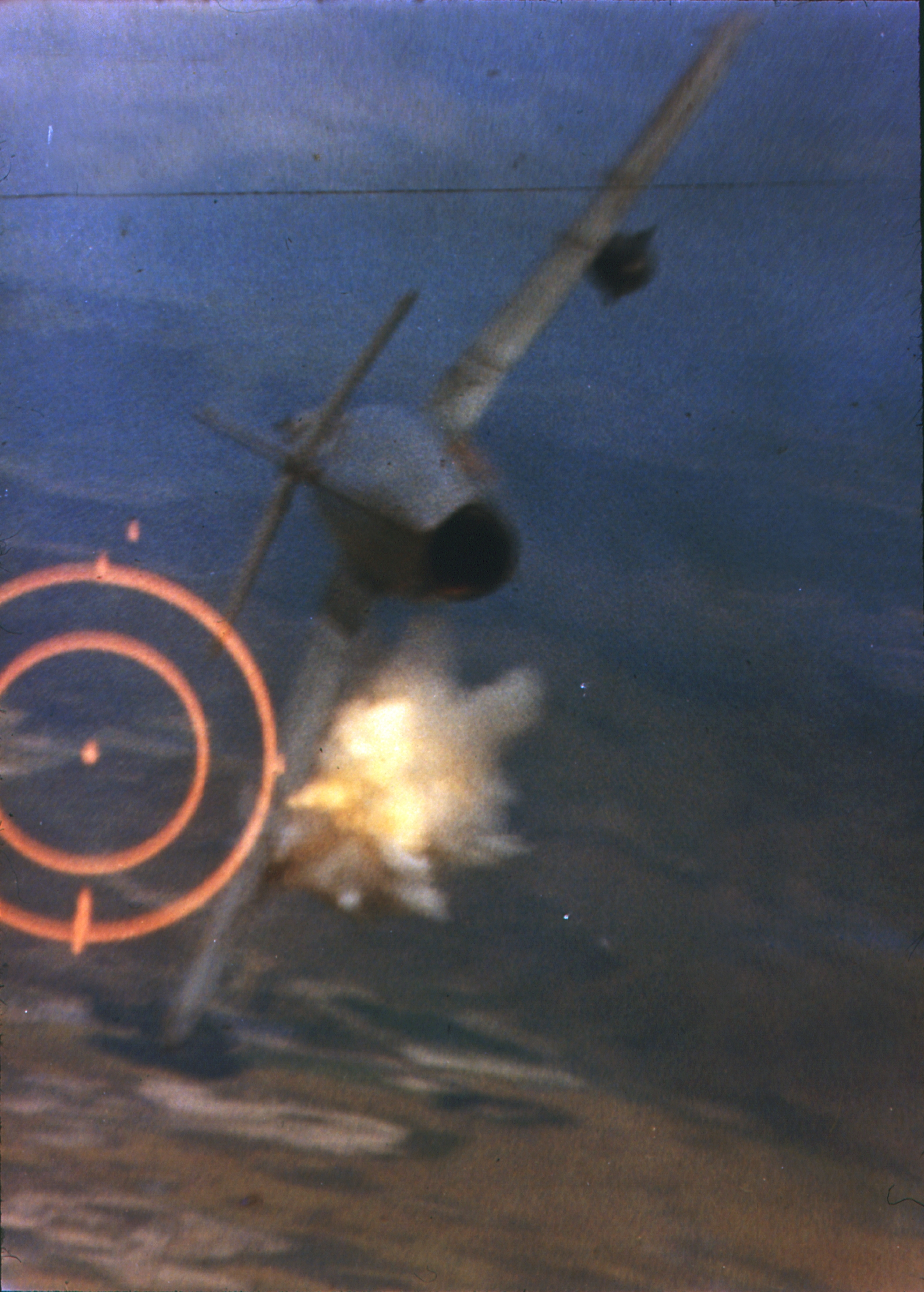
Un F-105 Thunderchief abat un Mikoian-Gurévitx MiG-17 en 1967

L'Operació Rolling Thunder s'inicià a principis de març de 1965 per atacar objectius al Vietnam del Nord i reduir o eliminar les incursions de les seves unitats al Sud. Com es demostrà posteriorment, va ser un dels primers fracassos tant pels objectius assolits (es pensava reduir la indústria nord-vietnamita en pocs dies) com per les morts civils causades. A més que constituïren un constant mal de cap per a les famílies dels pilots desapareguts en combat. Els F-105 Thunderchief de la Força Aèria dels Estats Units d'Amèrica i els A-4 Skyhawk basats en portaavions de l'Armada dugueren a terme la majoria de missions contra els nordvietnamites. La campanya suposà el primer ús en combat d'ordinadors electrònics a bord per mostrar informació de posició d'aeronaus en temps real.
Les lliçons apreses a l'Operació Rolling Thunder s'aplicaren a la posterior Operació Linebacker en la que F-4 Phantom II, B-52, General Dynamics F-111, A-7 Corsair i A-6 Intruder reeixiren en portar al Vietnam del Nord a la taula de negociacions després d'una invasió terrestre massiva. El Vietnam del Nord combinava eficaçment artilleria antiaèria soviètica i xinesa, míssils dirigits SA-2, i caces MiG per crear l'espai aeri més fortament defensat fins a aquell temps.
Els atacs aeris nord-americans combinaven l'ús de plataformes de radar aeri com l'EC-121 Warning Star, avions de repostatge KC-135 Stratotanker, aeronau alteradores de radar i "Wild Weasel" especialitzat per atacar llocs de míssils SAM.
Les tripulacions d'helicòpters Sikorsky S-61R escortades per A-1 Skyraider recuperaven als pilots abatuts sobre territory hostil usant bombes intel·ligents guiades, servint de model per a les futures operacions aèries dels Estats Units.
Els experts se sorprengueren quan els avançats F-105 foren abatuts pels més antics però maniobrables Mig-17. Es creia que el dogfight era obsolet en l'edat de míssils, però els pilots necessitaven maniobrabilitat. El Phantom fou assignat per protegir contra els MiGs, però els mancava una arma integrada quan els míssils no eren adients. Les escoles de combat Aèries milloraren les estadístiques però l'experiència de combat va dur a caces de superioritat aèria àgils amb armes com el F-15 Eagle en la dècada de 1970.
Sense el suport aeri dels Estats Units, el Vietnam del Sud va caure per un assalt massiu el 1975. La força aèria sud vietnamita mai va disposar de caces poderosos i bombarders com el Phantom i B-52 per atacar el Vietnam del Nord.

### Orient Mitjà
En la Guerra dels Sis Dies de 1967, la força aèria israeliana va llençar atacs preventius que van destruir les forces terrestres àrabs. La Guerra del Yom Kippur de 1973 va veure el desplegament de míssils mòbils àrabs de SA-6 que resultaven eficaços contra les aeronaus israelianes de vol baix fins que foren neutralitzats per les forces de terra.
El 4 d'abril de 1981 la Guerra Iran-Iraq la Força Aèria Iraniana durant va fer un atac aeri sorpresa contra les bases aèries de la Força Aèria iraquiana a la base Aèria H-3 a l'oest de l'Iraq, emprant vuit McDonnell Douglas F-4 Phantom II, quatre Grumman F-14 Tomcat, un Lockheed C-130 Hercules, un lloc de comandament aerotransportat del Boeing 747, que havia de controlar les comunicacions de ràdio iraquianes i també actuar com a relé de comunicació entre els asaltadors i els HQ de l'IRAF, i dos avions cisterna (un Boeing 707 i un Boeing 747) per a repostar aeri per a l'atac, destruint almenys 48 avions iraquians a terra sense pèrdues pròpies. Es considera una de les incursions amb més èxit de la història de la guerra aèria. Cada F-4 Phantom va reposar quatre vegades des dels avions cisterna, a una altitud de 300 peus (100 m), que era arriscat i molt per sota de qualsevol estàndard de seguretat.

### Guerra de les Malvines (1982)
Durant les sis setmanes de la Guerra de les Malvines les unitats aèries argentines infligiren seriosos danys i pèrdues a les forces navals britàniques de la Royal Navy. Es desplegaren avions de la RAF a l'Illa de l'Ascensió i a bord dels portaavions de l'Armada. Les missions de perfil més alt d'aquest conflicte van ser les incursions "Black Buck" pels avions Avro Vulcan amb base a Ascensió; però la RAF també realitzà molts altres serveis durant el conflicte amb els seus helicòpters a les mateixes Illes Malvines, amb els seus Harrier GR3 volant des del portaavions HMS Hermes, els seus caces protegint Ascensió, els avions de patrulla marítima escrutant l'Atlàntic Sud, i la seva flota d'avions cisterna i de transport, que ajudaren en l'enorme esforç logístic de la guerra.

## Post Guerra Freda

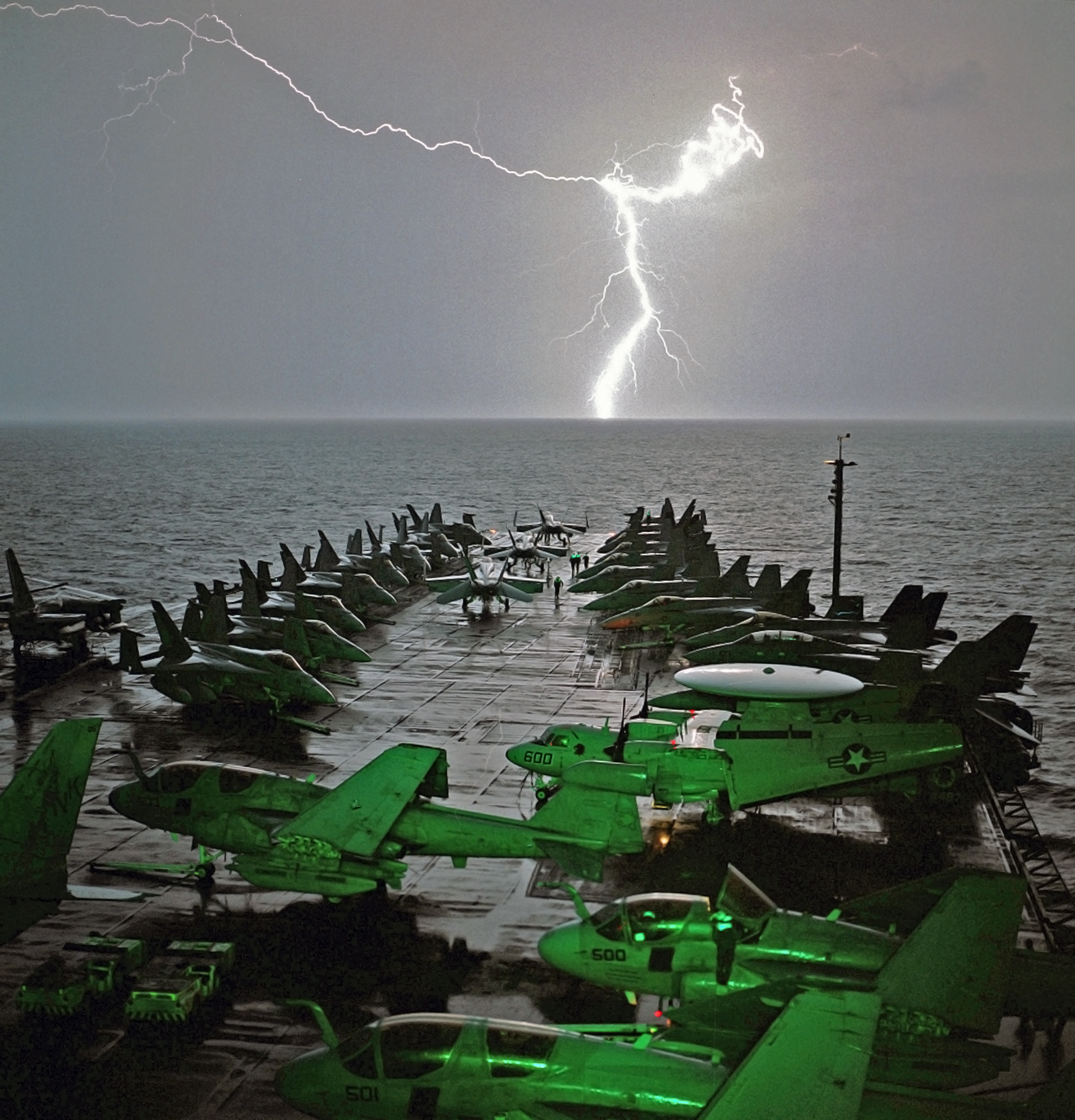
L'USS Abraham Lincoln navega en una tempesta en el Mar d'Aràbia durant l'Operació Southern Watch en l'Operació Enduring Freedom

L'esfondrament de la Unió Soviètica en 1991 va forçar les forces aèries Occidentals a canviar la tàctica de nombres massius necessària durant la Guerra Freda a nombres més petits d'aeronau multitasca. El tancament d'unes quantes bases militars a l'estranger i el programa Realignment and Closure han servit per subratllar l'eficàcia dels portaavions a en contra de les bases de la força aèria, com la Guerra de les Malvines i les operacions dels EUA en el golf pèrsic han subratllat.
L'aparició de les de bombes guiades de precisió han permès atacs a superfície un cop fet el reconeixement apropiat. En alguns casos com l'Operació Força Aliada de l'OTAN contra les operacions de Sèrbia a Kosovo, el poder aeri fou factor decisiu, i les forces de terra asseguraven posteriorment el terreny. Tanmateix en la majoria dels casos la doctrina militar estàndard que estableix que les guerres contra entitats regionals de tercer món encara no es poden guanyarúnicament a través de poder aeri.
L'Institut Internacional d'Estudis per a la Pau d'Estocolm (Sipri) s'ha adonat que les vendes d'aviació de combat poden tenir un efecte que desestabilitza a causa de la seva habilitat per atacar de pressa països veïns, com durant l'Operació Orchard el 2007, la Força Aèria Israeliana va destruir una instal·lació nuclear siriana

### Guerra del Golf
El paper de poder aeri en la guerra moderna es demostrà dramàticament durant la Guerra del Golf el 1990 i 1991. Els atacs aeris es feien a centres de comanda i control iraqians, instal·lacions de comunicacions, magatzems de subministrament, i forces de reforç. La superioritat aèria sobre l'Iraq es guanyà abans que els principals combats de terra comencessin.
Les atacs inicials componien de Míssils creuer BGM-109 Tomahawk llançats des de vaixells, bombarders camuflats Lockheed F-117 Nighthawk amb bombes guiades per làsers, i aeronau armades amb míssils antiradar. Aquests primers atacs permeteren als caça bombarders guanyar la superioritat aèria sobre el país per continuar atacant amb bombes guiades.
Els Fairchild Republic A-10 Thunderbolt II atacaren les forces blindades iraquianes amb metralladores Gatling GAU-8 Avenger i míssils AGM-65 Maverick en suport de les tropes de terra nord-americanes, i els helicòpters d'atac disparaven míssils AGM-114 Hellfire i BGM-71 TOW. La flota aliada també usà els bombarders AWACS i Boeing B-52 Stratofortress.
La força aèria estava constituïda per més de 2.500 avions de combat, dels quals 1.800 nord-americans, que lluitaren contra una força iraquiana d'aproximadament 500 Mig-29 i caces Dassault Mirage F1. Més de 88.000 missions de combat foren dutes a terme per forces aliades amb més de 88.000 tones de bombes deixades caure al final de la cinquena setmana.

### Guerra del Kargil (1999)

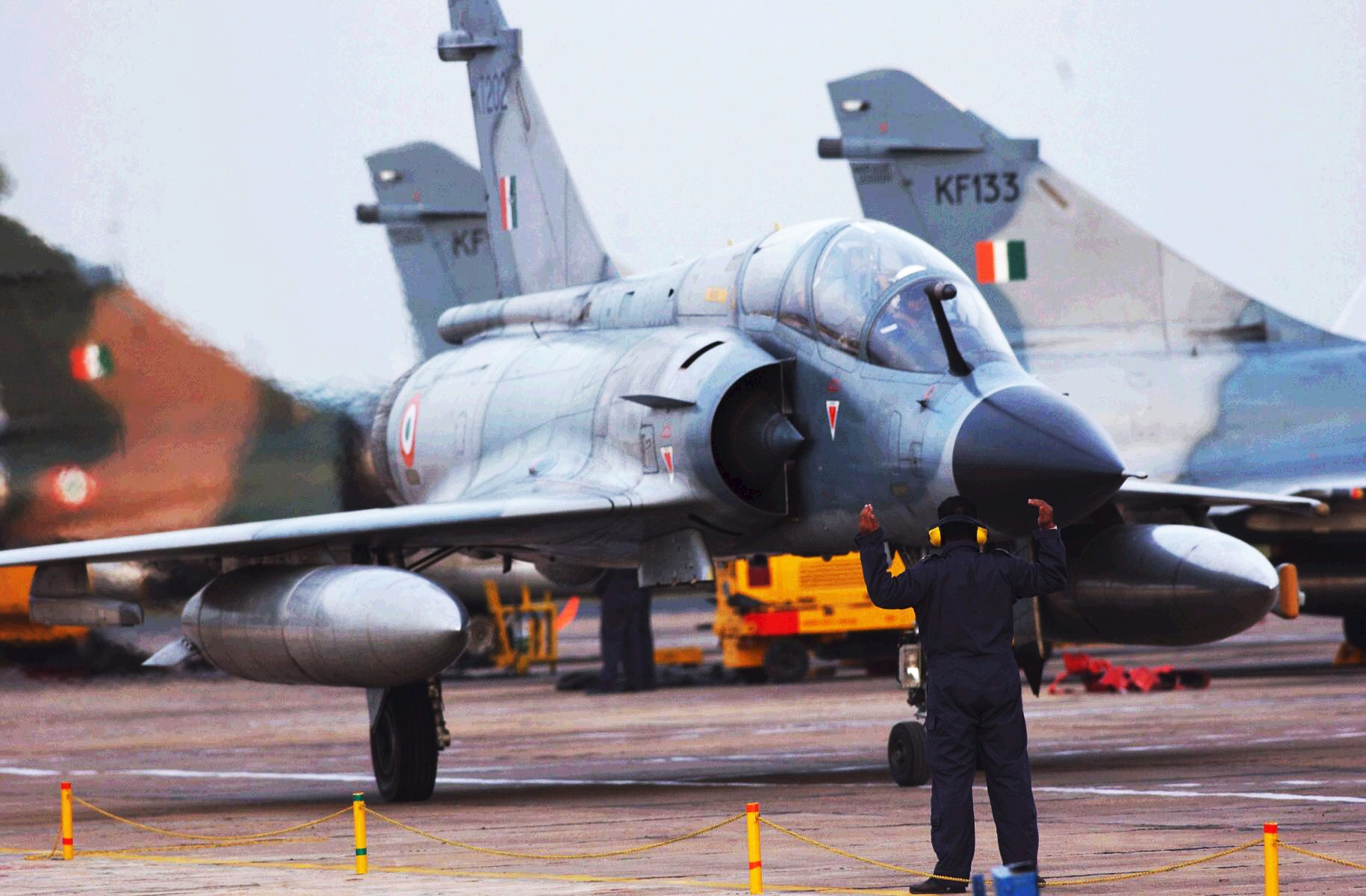
Dassault Mirage 2000 atacant durant la Guerra de Kargil

L'11 de maig de 1999, Força Aèria Índia era cridada per proporcionar helicòpters per donar suport aeri proper a l'Exèrcit indi en el moment culminant de la Guerra de Kargil contra el Pakistan. Els primers atacs es llançaven el 26 de maig, quan la Força Aèria Índia va atacar posicions amb caces i helicòpters d'atac. Els atacs inicials foren de Mig-27 amb cobertura de caces Mig-21 i Mig-29. La FAI també desplegava radars i caces Mig-29 per comprovar els moviments militars pakistanesos a través de la frontera.
El 27 de maig, la FAI perdia un Mig-21 en combat i un Mig-27 per un problema mecànic. L'endemà, un Mig-17 es perdia per un míssil superfície-aire en una sortda ofensiva. Aquestes pèrdues forçaven la FAI a retirar helicòpters de papers ofensius i el 30 de maig posava en operació els Dassault Mirage 2000, que es considerava la millor aeronau a altitud alta. El Mirage 2000 no solament tenia millor equip defensiu comparat amb els MiG, sinó que també donava la possibilitat de fer atacs aeris de nit. Els MiG-29 s'utilitzaren intensament per proporcionar escorta als Mirage 2000. Els Mirages reeixidament atacaren camps i bases logístiques enemigues a Kargil. En el moment culminant del conflicte, la FAI estava dirigint més de quaranta sortides diàriament sobre la regió del Kargil. Abans del 26 de juliol, les forces índies havien alliberat 6 dels 10 punts estratègics capturats per les forces pakistaneses al Kargil.

### Guerra de l'Iraq (2003-2011)

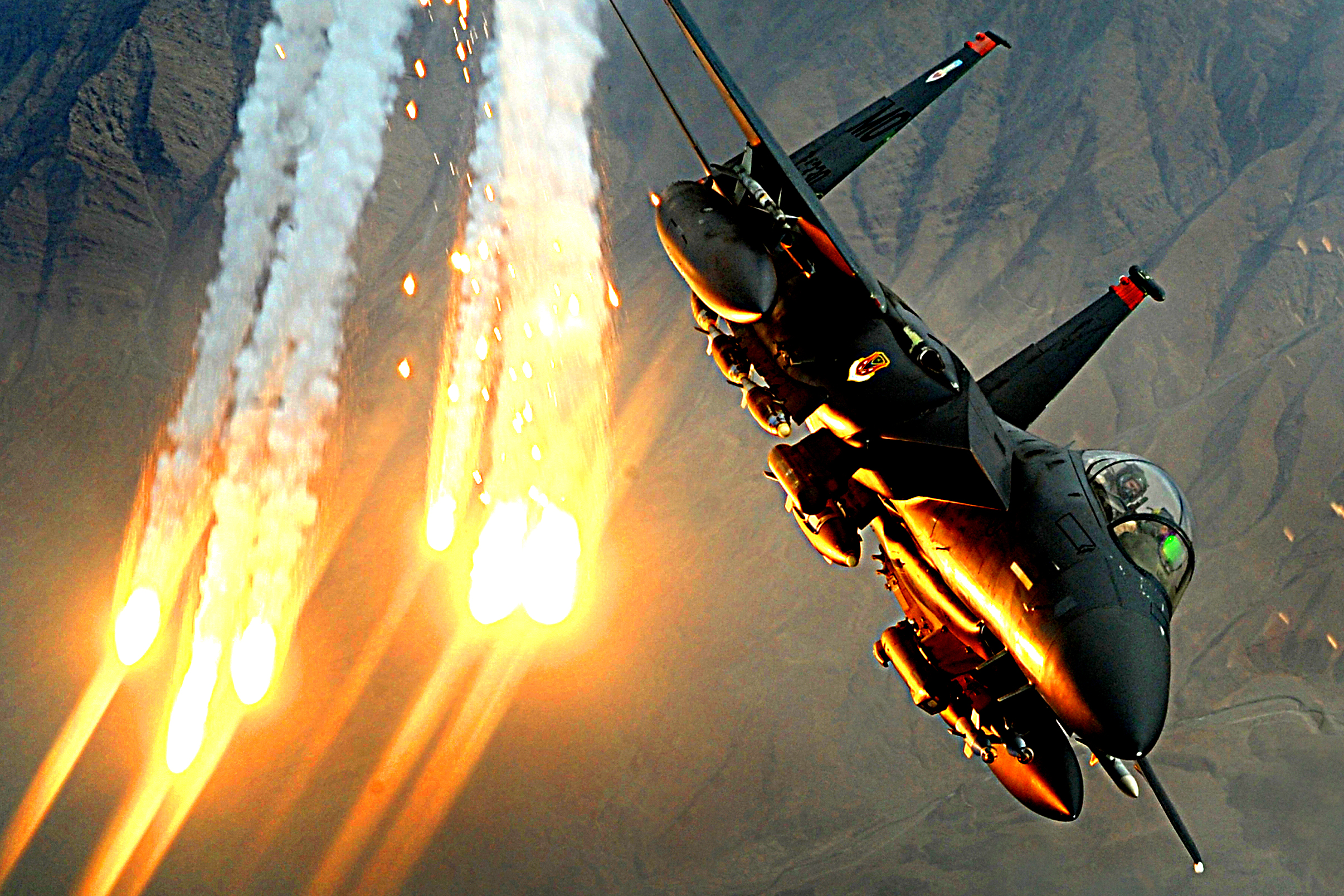
Un F-15E Strike Eagle llença contramesures tèrmiques durant una missió a prop-aire-suport sobre Afganistan, 2008.

La guerra aèria va seguir sent decisiva durant la invasió de l'Iraq de 2003 les forces nord-americanes i britàniques van derrotar el règim de Saddam Hussein. L'aliança de britànics i nord-americans va començar la campanya aèria en 19 de març amb el bombardeig nocturn limitat a Bagdad. Uns dies més tard, el bombardeig intensiu començava. Aproximadament es van fer 14.000 sorteides amb un cost d'un milió dòlars cadascun, i es van disparar amb 800 BGM-109 Tomahawk a objectius a l'Iraq des del 20 de març fins a mitjan abril de 2003, quan la gran part de la resistència iraquiana havia acabat.
Les armes antiaèries iraquianes eren incapaces d'atacar els bombarders d'alta altitud Boeing B-52 Stratofortress, B-2 Spirit i Lockheed F-117 Nighthawk. Les aeronaus nord-americanes i britàniques usaven mecanismes de detecció de radar i el reconeixement aeri per localitzar les armes antiaèries iraquianes i usaven bombes bunker buster per penetrar i destruir búnquers subterranis, on es trobaven els centres de comandament i control iraquians. Les forces de terra iraquianes no podrien desafiar seriosament les forces de terra americanes a causa de la supremacia aèria. Abans de mitjan abril de 2003, les forces de britànics i nord-americans controlaven totes les ciutats importants de l'Iraq i els jaciments petrolífers.

### Guerra del Líban del 2006
Al començament de la Guerra del Líban de 2006, Israel va utilitzar una intensiva campanya aèria destinada a eliminar Hesbol·là i destruir el seu exèrcit, com manifestà el primer ministre israelià Ehud Olmert, i aspirava al retorn dels soldats israelians capturats. La campanya començà destruint infraestructures libaneses i objectius de Hesbol·là, i va continuar durant els 33 dies de la guerra.
En comparació amb els resultats de les guerres de l'Iraq de 1990-1991 i 2003, i l'Operació Força Aliada de 1999 a Kosovo, la força aèria israeliana fou incapaç d'acomplir els seus objectius tan completament, en part resultat de l'eficaç ús de la doctrina militar que Hesbol·là utilitzava. També hi ha hagut informes durant el conflicte que un dron de Hezbollah va penetrar en espai aeri israelià, retornant a territori libanès.

### UAVs
L'adveniment del vehicle aeri no tripulat ha revolucionat dramàticament la guerra aèria. Nombrosos estats desenvolupen i/o adquireixen flotes d'UAVs. Ja han ocorregut uns quants incidents, incloent dogfight d'UAVs, defensa aèria amb UAVs, substitució d'aeronaus per UAVs, operació d'UAVs des de l'altre costat del món, pertorbació i/o segrest de dades d'UAVs en vol, i propostes de transferir autorització de foc a intel·ligència artificial a bord d'un Uav. Els UAVs s'han convertit ràpidament de vigilància fins a tenir papers de combat.
La capacitat de creixement dels UAV posat en qüestió la viabilitat i capacitat de les aeronaus tripulades.